# Du Pasquier

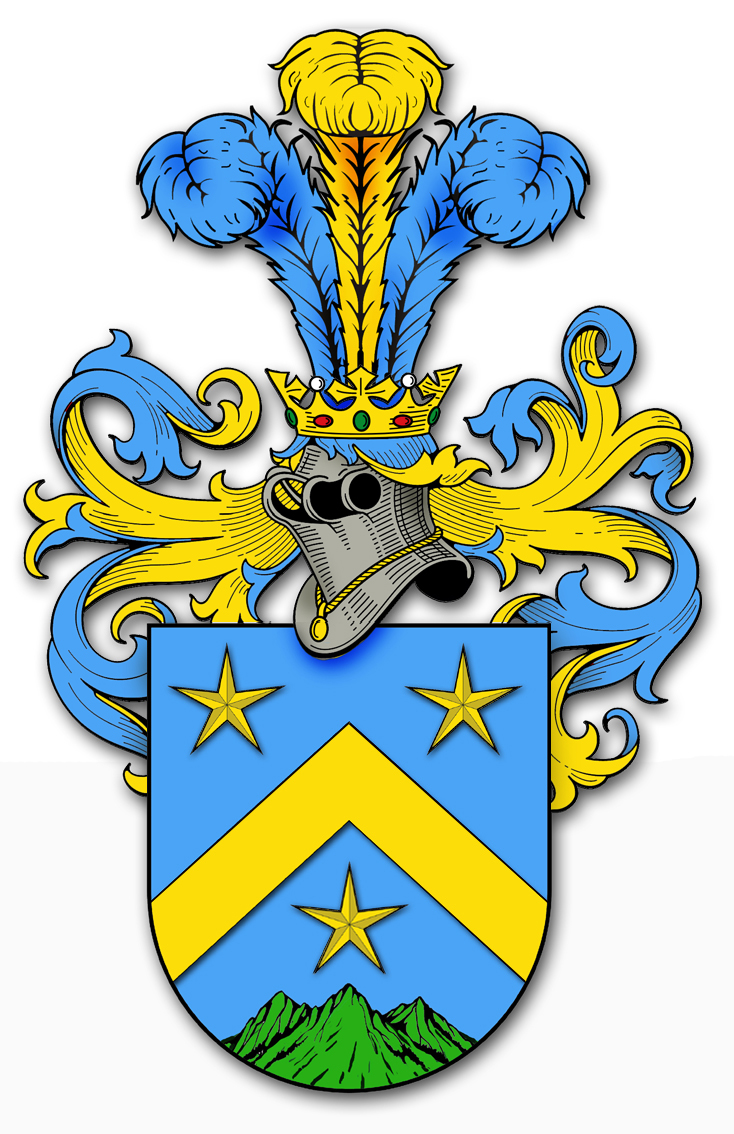
Brasão da família (existem variantes).

Du Pasquier, DuPasquier ou Dupasquier é uma antiga família patrícia da Suíça fundada no século XIV em Fleurier, que ganhou notoriedade internacional no século XVIII como grandes industriais do ramo de tecidos, produzindo também diversos militares, políticos, religiosos, cientistas e outros notáveis. Tem ramos na França, Estados Unidos e Brasil.

## Origens e ascensão
Os primeiros registros são de Jaques du Pasquier em meados do século XIV, seguindo-se Estevenod e Rolin na década de 1370. No início do século XV aparecem Perrin, filho de Estevenod, mais Jannyn e seu filho Vauchy. A família tinha origens camponesas e permaneceu na condição de servos até 1628, quando foram emancipados e admitidos na burguesia de Neuchâtel, iniciando uma rápida ascensão social e econômica.
Neuchâtel se tornou então a nova sede familiar. Na época era a capital de um principado subordinado ao Reino da Prússia, mas mantinha fortes laços com a Confederação Helvética. O governador nomeado pelo rei exercia funções quase apenas simbólicas, e o poder verdadeiro emanava do Conselho de Estado, ao qual competia a produção de legislação e a indicação dos castelãos e dos principais cargos administrativos, fiscais, policiais, militares e judiciários, além de exercer influência considerável nas nomeações para os cargos eclesiásticos, cabendo-lhe ainda ratificar ou rejeitar as nomeações. Este colegiado era monopolizado pelas famílias burguesas mais ricas e tradicionais de forma quase hereditária, que além do poder político — substituindo as antigas famílias dominantes de origem feudal e formando uma nova classe de nobreza cívica ou patriciado — detinham grande parte das terras e meios produtivos, e neste círculo de elite os Du Pasquier logo abriram um importante espaço para si. Jacques (c. 1600-1674) e Abraham (c. 1611-1677) estavam entre os primeiros a se destacar, trabalhando como notários em Neuchâtel. Pierre (c. 1640-1708) foi burgomestre da vila de Valangins; Jean-Jacques (1698-1740) serviu o rei da Sardenha como capitão do Regimento Suíço DuPasquier, foi castelão de Thielle e membro do Conselho em dez mandatos; mais tarde outros membros da família foram conselheiros, enquanto diversos outros foram funcionários da corte.

### A Fabrique-Neuve

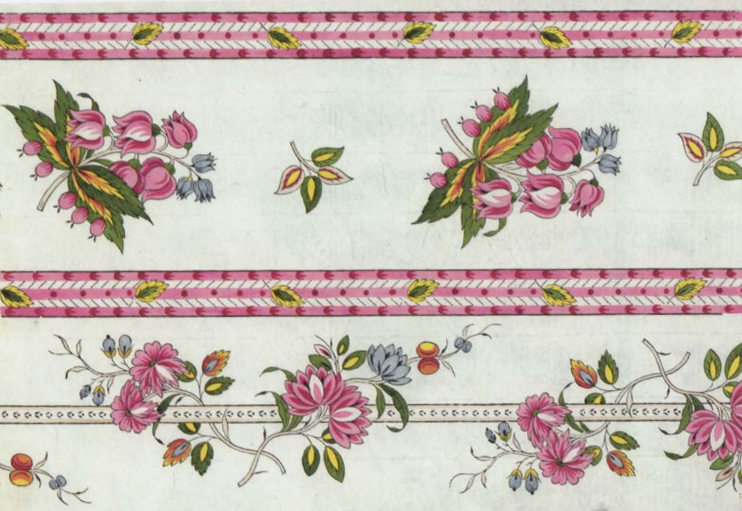
Projeto de estamparia da Fabrique-Neuve.

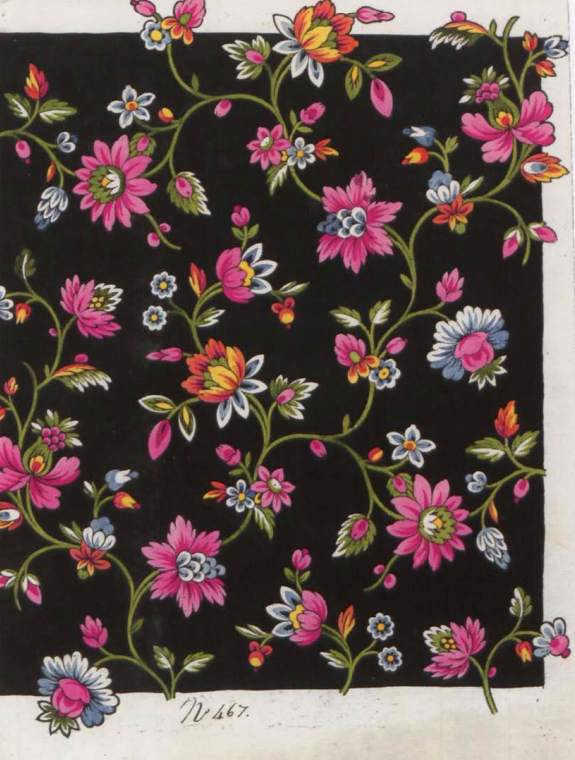
Projeto de estamparia da Fabrique-Neuve.

Sua posição eminente e sua fortuna econômica se consolidaram após a fundação da Fabrique-Neuve por Claude-Abram, em 1752, na cidade vizinha de Cortaillod. A Fabrique-Neuve produzia tecidos estampados à mão na técnica de impressão chamada indienne (uma espécie de carimbo com matrizes de grande formato), e foi uma das primeiras indústrias modernas. Claude-Abram (1717-1783) era filho do notário Pierre, um dos mais abastados proprietários de terras da região, e já tinha experiência no ramo, tendo viajado para a Alemanha a fim de pesquisar tecnologias industriais e técnicas de preparação de pigmentos e impressão em tecidos, e desde a década de 1740 trabalhava com seu irmão Jean-Jacques na direção da grande Manufacture du Bied, em Colombier. Pouco depois Jean-Jacques Bovet (1728-1793) entrou na sociedade.
Em poucos anos a Fabrique-Neuve cresceu a ponto de possibilitar a fundação de um ramo bancário, e no fim do século se tornara uma das mais importantes empresas da Europa em seu gênero, empregando mais de 800 funcionários e produzindo mais de 45 mil rolos de tecido pintado por ano, que eram exportados para vários países e muito apreciados. A fábrica passou por diversas reorganizações e no início do século XIX iniciou seu declínio, fechando suas portas em 1854, já enfrentando séria concorrência de outras empresas e problemas derivados da divisão do patrimônio entre a descendência, crises administrativas e um novo contexto econômico e cultural, que a lançaram em uma espiral de decadência. Não obstante, a partir dela se formaram diversas outras sociedades industriais ou financeiras fundadas por outros membros da família, e a última a ser criada, Du Pasquier & Cie. (1869), ainda está em atividade. Segundo Pierre Caspard, 

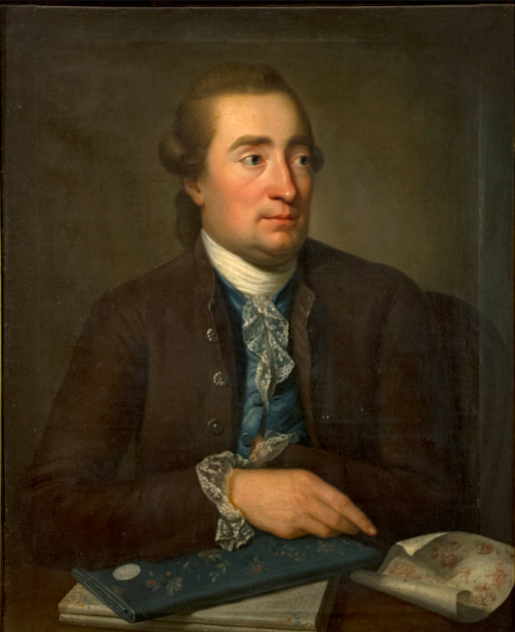
O industrial Pierre-Henri du Pasquier, pintura de Jean-Pierre Preudhomme, 1780.

"Por mais de um século, sob a direção da dinastia Du Pasquier, a fábrica faria parte da popularização da estamparia no principado de Neuchâtel, contribuindo para dar a este pequeno país um desenvolvimento industrial particularmente precoce. Pela importância da sua produção e quantidade de mão de obra que empregou, foi em seu tempo uma das maiores empresas industriais da Europa, [...] aportando uma contribuição significativa a toda a história da estamparia europeia. [...] Ela ilustra a história de um ramo industrial que de variadas maneiras desempenhou um papel de protagonismo na economia europeia da segunda metade do século XVIII. Numa segunda perspectiva, a Fabrique-Neuve oferece um exemplo daquela entidade proteomórfica que constituiu a empresa capitalista nos primeiros tempos da Revolução Industrial. [...] Neste ponto, os arquivos da fábrica de 1754 a 1819 são de uma excepcional riqueza. Sua contabilidade mostra de que modo, ao longo de fases de crescimento ou de crise, a empresa manteve sua capacidade de obter um lucro considerável antes que os avanços da tecnologia e o protecionismo europeu começassem a solapar as bases de sua rentabilidade. A este propósito a Fabrique-Neuve dá um testemunho sobre a forma especificamente suíça do capitalismo, onde a estamparia constituiu um avatar importante".
No início do século XIX construíram o Château de Vaudijon em Colombier, mais tarde vendido, e no fim do século compraram o histórico Château de Trois-Rods, construído no século XVIII, que permanece como uma de suas principais residências.

## Outros representantes

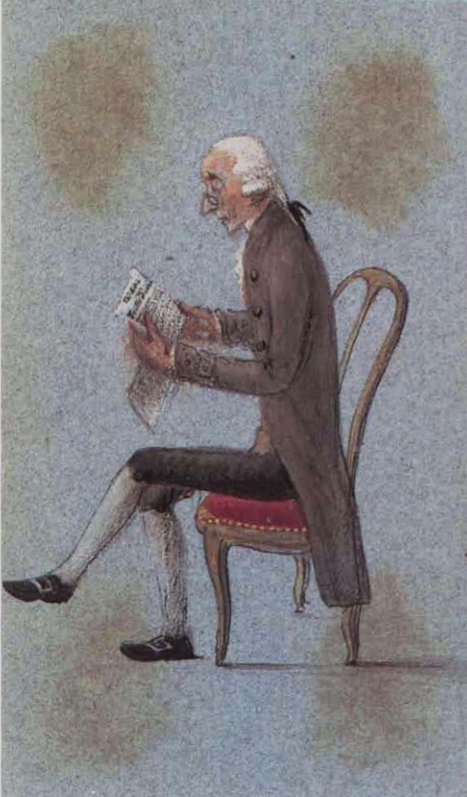
François du Pasquier.

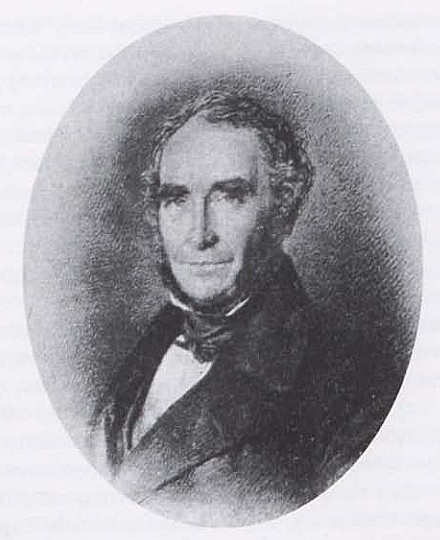
Charles-Henri du Pasquier.

Vários membros da família foram distinguidos militares desde o século XVII. François (1735-1812), filho do castelão de Thielle, foi capitão do Regimento Boccard, cavaleiro e membro da Societé du Jardin; seu irmão Abraham (1725-1747) foi oficial do regimento francês do marechal Löwendal e morreu na tomada de Bergen-op-Zoom. Claude (1886-1953) foi professor de Direito na Escola Superior de Comércio, na Universidade de Neuchâtel e na Universidade de Genebra, deixando várias obras de referência. Também foi oficial de justiça, juiz, presidente do Tribunal de Boudry e do Tribunal Cantonal de Neuchâtel, deputado liberal no Grande Conselho, membro da Cruz Vermelha, do Conselho Nacional de Pesquisas, do Instituto de Nauchâtel, da Comissão dos XIV pela Fusão das Igrejas Reformadas de Neuchâtel, comandante da 4ª Brigada de Infantaria, da 3ª Brigada de Fronteira e da 12ª Divisão e oficial do Estado-Maior. Três coronéis lutaram na II Guerra Mundial. Léo-Pierre (1910-1981) estudou Engenharia, desempenhou cargos de direção em várias empresas, foi membro do Conselho de Estado, coronel de brigada e um líder político, militar e econômico.
Entre outros, também merecem lembrança: Henri, o último diretor da Fabrique-Neuve, capitão militar, deputado do Grande Conselho entre 1852-1874, presidindo-o em 1865, e autor de várias obras sobre a questão do trabalho. Charles-Henri e Jacques-Louis foram fundadores e diretores da Caixa de Poupança de Neuchâtel, Charles-Frédéric du Pasquier e Auguste de Coulon-Du Pasquier foram diretores, e como membros do Conselho atuaram Jonas-Pierre du Pasquier de Gélieu e Alphonse du Pasquier-Vaucher. Alphonse (1829-1921) foi jurista, membro do Tribunal de Apelação e do Ministério Público, do Grande Conselho, do Conselho de Estado e do Conselho Municipal de Neuchâtel, presidente da Société Académique Neuchâteloise e um dos principais promotores do desenvolvimento das ferrovias presidindo o Conselho Regional Neuchâtel-Colombier-Boudry. Louis (1851-1931), major, político, intelectual, engenheiro e dono de fábricas de cal, foi delegado e vice-presidente do Conselho Administrativo da Société des Usines de Grandchamp et Roche, síndico de Veytaux em vários mandatos e membro da Société de Belles-Lettres de Neuchâtel.

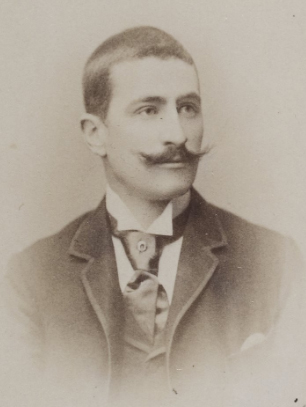
Léon du Pasquier.

Léon (1864-1897) estudou Geologia em Zurique e Berlim, deu aulas na Universidade de Neuchâtel, realizou numerosos e relevantes estudos nas áreas de Geofísica, Limnologia, Geologia Estrutural e Geomorfologia e foi secretário da Comissão Geológica Suíça, da Comissão Geodésica, da Comissão Internacional dos Glaciares e membro correspondente da Sociedade Geológica de Edimburgo. Marcel (1883-1976) estudou línguas antigas e literatura, deu aulas em colégios privados, foi diretor do Colégio de Montreux, adjunto no Departamento de Justiça, Instrução Pública e Cultura do Sarre, secretário do Departamento Federal do Interior e um dos fundadores da Nouvelle Société Helvétique. Jean-Thierry (1944-2015) foi reputado genealogista e um dos mais jovens pesquisadores a serem admitidos na Société de l'Histoire du Protestantisme Français, da qual foi presidente de 2003 a 2012, tesoureiro, membro do Comitê Científico e da Comissão Editorial, deu importante contribuição de estudos sobre a história do protestantismo e fundou o Centre de Généalogie Protestante, além de ser presidente do Conselho Financeiro do Banco Odier-Bungener-Courvoisier. Foi homenageado com a Legião de Honra da França e a Ordem de São João de Jerusalém. Louis-Gustave foi professor de Matemática por muitos anos e um dos responsáveis pela estruturação do curso de Ciências Atuariais na Universidade de Neuchâtel, deixando vários trabalhos publicados.

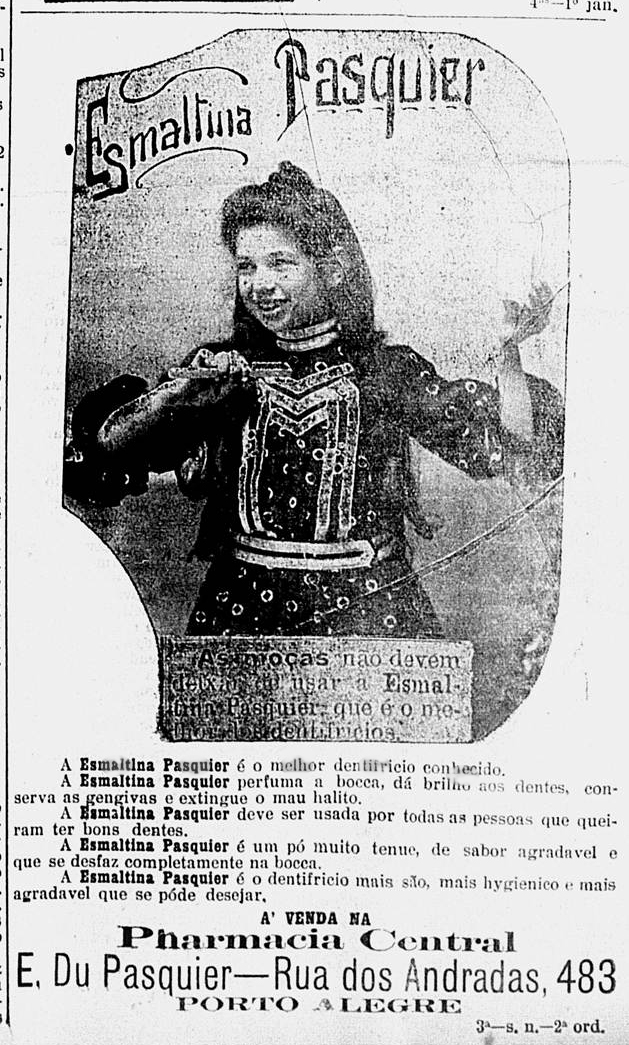
Publicidade da Esmaltina Pasquier, do farmacêutico Eugène du Pasquier.

Eugène (1820-1877), um dos fundadores do ramo brasileiro, casou com a filha de um latifundiário e foi vice-cônsul dos Estados Unidos em Porto Alegre. Sua filha Cecília foi notável professora e é nome de rua, e seu filho Eugênio foi conhecido farmacêutico, vice-presidente da Sociedade Farmacêutica, tenente-coronel, conselheiro municipal, conselheiro da Caixa Econômica e é nome de rua.
Entre os religiosos se destacam Jacques-Louis, capelão do rei da Prússia, membro da Sociedade Bíblica, trabalhou pelos órfãos e pobres, foi professor, ministro de Estado, deputado do Conselho Geral, um dos fundadores e por muitos anos redator do Messager boiteux de Neuchâtel; James (1794-1869), pastor protestante consagrado em 1817, secretário, deão e presidente do Sínodo da Igreja Evangélica Reformada de Neuchâtel e presidente da Société Neuchâteloise des Missions, e Marc (1883-1967), teólogo e pastor, consagrado em 1921, servindo nas igrejas de Neuchâtel, Saint-Etienne, Chambon de Tende e Locle; foi presidente do Conselho Teologal da Igreja Evangélica Reformada de Neuchâtel, esmoler da maternidade do hospital de Pourtalès, membro do Comitê Diretor da Missão de Paris, do Conselho Suíço das Missões Protestantes e do Instituto de Nauchâtel, deixando numerosas obras escritas.